# Landtagswahlkreis Stendal
Der Landtagswahlkreis Stendal (Wahlkreis 4) ist ein Landtagswahlkreis in Sachsen-Anhalt. Er umfasste zur Landtagswahl in Sachsen-Anhalt 2021 vom Landkreis Stendal die Stadt Bismark (Altmark) und die Hansestadt Stendal.
Der Wahlkreis wird in der achten Legislaturperiode des Landtages von Sachsen-Anhalt  von Xenia Kühn vertreten, die das Direktmandat bei der Landtagswahl am 6. Juni 2021 mit 29,7 % der Erststimmen erstmals gewann. Davor wurde der Wahlkreis von 2006 bis 2021 von Hardy Güssau vertreten.

## Wahl 2021
Im Vergleich zur Landtagswahl 2016 wurde der Zuschnitt des Wahlkreises nicht verändert. Auch Name und Nummer des Wahlkreises wurden nicht geändert.
Es traten acht Direktkandidaten an. Von den Direktkandidaten der vorhergehenden Wahl traten Juliane Kleemann, Dorothea Frederking und Ralf Berlin erneut an. Der amtierende Wahlkreisabgeordnete Hardy Güssau wollte sich erneut als Direktkandidat aufstellen lassen, unterlag jedoch in einer parteiinternen Abstimmung Xenia Schüßler.
Xenia Schüßler gewann mit 29,7 % der Erststimmen erstmals das Direktmandat; im Laufe der Wahlperiode änderte sich ihr Name zu Xenia Kühn. Matthias Büttner zog über Platz 9 der Landesliste der AfD, Juliane Kleemann über Platz 5 der Landesliste der SPD und Dorothea Frederking über Platz 5 der Landesliste von Bündnis 90/Die Grünen in den Landtag ein.
|                            |                      | Erst- stimmen | Erst- stimmen | Zweit- stimmen | Zweit- stimmen |
| Bewerber                   | Partei               | Anzahl        | %             | Anzahl         | %              |
| -------------------------- | -------------------- | ------------- | ------------- | -------------- | -------------- |
| Wahlberechtigte            | Wahlberechtigte      | 37.819        | 100,0         | 37.819         | 100,0          |
| Wähler                     | Wähler               | 21.971        | 58,1          | 21.971         | 58,1           |
| Ungültige Stimmen          | Ungültige Stimmen    | 312           | 1,4           | 302            | 1,4            |
| Gültige Stimmen            | Gültige Stimmen      | 21.659        | 98,6          | 21.669         | 98,6           |
| davon                      |                      |               |               |                |                |
| Xenia Schüßler             | CDU                  | 6.428         | 29,7          | 7.320          | 33,8           |
| Matthias Büttner           | AfD                  | 4.832         | 22,3          | 4.735          | 21,9           |
| Anisa Fliegner             | DIE LINKE            | 2.359         | 10,9          | 2.207          | 10,2           |
| Juliane Kleemann           | SPD                  | 2.564         | 11,8          | 1.947          | 9,0            |
| Dorothea Frederking        | GRÜNE                | 1.008         | 4,7           | 1.109          | 5,1            |
| Ralf Berlin                | FDP                  | 1.535         | 7,1           | 1.220          | 5,6            |
| Hennig von Katte von Lucke | FREIE WÄHLER         | 2.613         | 12,1          | 1.771          | 8,2            |
| –                          | NPD                  | –             | –             | 35             | 0,2            |
| –                          | Tierschutzpartei     | –             | –             | 295            | 1,4            |
| –                          | Tierschutzallianz    | –             | –             | 52             | 0,2            |
| –                          | LKR                  | –             | –             | 13             | 0,1            |
| –                          | Die PARTEI           | –             | –             | 123            | 0,6            |
| –                          | Gartenpartei         | –             | –             | 133            | 0,6            |
| –                          | FBM                  | –             | –             | 14             | 0,1            |
| –                          | TIERSCHUTZ hier!     | –             | –             | 110            | 0,5            |
| Carola Maria Sielaff       | dieBasis             | 320           | 1,5           | 334            | 1,5            |
| –                          | Klimaliste ST        | –             | –             | 16             | 0,1            |
| –                          | ÖDP                  | –             | –             | 14             | 0,1            |
| –                          | Die Humanisten       | –             | –             | 23             | 0,1            |
| –                          | Gesundheitsforschung | –             | –             | 57             | 0,3            |
| –                          | PIRATEN              | –             | –             | 103            | 0,5            |
| –                          | WiR2020              | –             | –             | 38             | 0,2            |

## Wahl 2016
Zur Landtagswahl 2016 umfasste der Wahlkreis vom Landkreis Stendal die Stadt Bismark (Altmark) und die Hansestadt Stendal.
Es traten fünf Direktkandidaten an. Von den Kandidaten der Wahl 2011 traten Hardy Güssau und Mario Blasche erneut an. Güssau verteidigte das Direktmandat mit 32,4 % der Erststimmen.
|                     |                   | Erst- stimmen | Erst- stimmen | Zweit- stimmen | Zweit- stimmen |
| Bewerber            | Partei            | Anzahl        | %             | Anzahl         | %              |
| ------------------- | ----------------- | ------------- | ------------- | -------------- | -------------- |
| Wahlberechtigte     | Wahlberechtigte   | 40.047        | 100,0         | 40.047         | 100,0          |
| Wähler              | Wähler            | 22.386        | 55,9          | 22.386         | 55,9           |
| Ungültige Stimmen   | Ungültige Stimmen | 1.877         | 8,4           | 544            | 2,4            |
| Gültige Stimmen     | Gültige Stimmen   | 20.509        | 91,6          | 21.842         | 97,6           |
| davon               |                   |               |               |                |                |
| Hardy Peter Güssau  | CDU               | 6.640         | 32,4          | 6.723          | 30,8           |
| Mario Blasche       | DIE LINKE         | 5.446         | 26,6          | 3.587          | 16,4           |
| Juliane Kleemann    | SPD               | 4.174         | 20,4          | 2.580          | 11,8           |
| Dorothea Frederking | GRÜNE             | 1.268         | 6,2           | 941            | 4,3            |
| –                   | ALFA              | –             | –             | 304            | 1,4            |
| –                   | Tierschutzallianz | –             | –             | 203            | 0,9            |
| –                   | AfD               | –             | –             | 5.459          | 25,0           |
| –                   | DIE RECHTE        | –             | –             | 36             | 0,2            |
| –                   | FBM               | –             | –             | 50             | 0,2            |
| Ralf Berlin         | FDP               | 2.981         | 14,5          | 1.076          | 4,9            |
| –                   | FREIE WÄHLER      | –             | –             | 225            | 1,0            |
| –                   | MG                | –             | –             | 96             | 0,4            |
| –                   | NPD               | –             | –             | 229            | 1,0            |
| –                   | Die PARTEI        | –             | –             | 78             | 0,4            |
| –                   | Tierschutzpartei  | –             | –             | 225            | 1,2            |

## Wahl 2011
Bei der Landtagswahl in Sachsen-Anhalt 2011 waren 42268 Einwohner wahlberechtigt; die Wahlbeteiligung lag bei 48,7 %. Hardy Güssau gewann das Direktmandat für die CDU.
| Bewerber      | Partei           | Erststimmen in % | Zweitstimmen in % |
| ------------- | ---------------- | ---------------- | ----------------- |
| Hardy Güssau  | CDU              | 36,9             | 33,9              |
| Mario Blasche | LINKE            | 27,4             | 24,5              |
| Tilman Tögel  | SPD              | 25,3             | 22,1              |
| Adolf Gröger  | GRÜNE            | 6,5              | 6,1               |
| Marcus Faber  | FDP              | 3,9              | 3,2               |
| —             | NPD              | —                | 5,1               |
| —             | Tierschutzpartei | —                | 1,8               |
| —             | PIRATEN          | —                | 1,2               |
| —             | Freie Wähler     | —                | 1,1               |
| —             | SPV              | —                | 0,4               |
| —             | MLPD             | —                | 0,2               |
| —             | KPD              | —                | 0,1               |
| —             | ödp              | —                | 0,1               |

## Wahl 2006
Bei der Landtagswahl in Sachsen-Anhalt 2006 traten folgende Kandidaten an:
| Name                             | Partei | Anteil der Erststimmen |
| -------------------------------- | ------ | ---------------------- |
| Hardy Peter Güssau               | CDU    | 37,0 %                 |
| Helga Zimmermann                 | LINKE  | 27,2 %                 |
| Tilman Tögel                     | SPD    | 26,0 %                 |
| Marcus Faber                     | FDP    | 5,2 %                  |
| Adolf Gröger                     | GRÜNE  | 3,4 %                  |
| Hans-Ulrich Pöpel                | EB     | 3,4 %                  |
| Wahlberechtigte: 43603 Einwohner |        |                        |
| Wahlbeteiligung: 38,4 %          |        |                        |

## Wahl 2002
Bei der Landtagswahl in Sachsen-Anhalt 2002 traten folgende Kandidaten an:
| Name                             | Partei  | Anteil der Erststimmen |
| -------------------------------- | ------- | ---------------------- |
| Gerd Schlaak                     | CDU     | 39,6 %                 |
| Tilman Tögel                     | SPD     | 22,6 %                 |
| Heidrun Rettig                   | PDS     | 19,4 %                 |
| Stefan Thurmann                  | FDP     | 8,2 %                  |
| Eduard Stapel                    | GRÜNE   | 2,7 %                  |
| Marion Beutel                    | ZENTRUM | 2,7 %                  |
| Erhard Teger                     | SCHILL  | 4,8 %                  |
| Wahlberechtigte: 43685 Einwohner |         |                        |
| Wahlbeteiligung: 53,1 %          |         |                        |

## Wahl 1998
Bei der Landtagswahl in Sachsen-Anhalt 1998 traten folgende Kandidaten an:
| Name                              | Partei         | Anteil der Erststimmen |
| --------------------------------- | -------------- | ---------------------- |
| Tilman Tögel                      | SPD            | 42,1 %                 |
| Gerd Schlaak                      | CDU            | 26,6 %                 |
| Klaus-Peter Noeske                | PDS            | 22,4 %                 |
| Günter Unnau                      | FDP            | 4,4 %                  |
| Alfred Fahldieck                  | GRÜNE          | 3,1 %                  |
| Werner Stahlberg                  | Einzelbewerber | 1,4 %                  |
| Wahlberechtigte: 45.606 Einwohner |                |                        |
| Wahlbeteiligung: 69,9 %           |                |                        |

## Wahl 1994
Bei der Landtagswahl in Sachsen-Anhalt 1994 traten folgende Kandidaten an:
| Name                              | Partei | Anteil der Erststimmen |
| --------------------------------- | ------ | ---------------------- |
| Tilman Tögel                      | SPD    | 38,4 %                 |
| Gerd Schlaak                      | CDU    | 32,8 %                 |
| Ludwig Reinig                     | PDS    | 19,9 %                 |
| Carmen Pisarz                     | GRÜNE  | 4,7 %                  |
| Karl-Friedrich Behrends           | FDP    | 3,1 %                  |
| Sieglinde Skowronnek              | REP    | 1,1 %                  |
| Wahlberechtigte: 47.127 Einwohner |        |                        |
| Wahlbeteiligung: 53,5 %           |        |                        |

## Wahl 1990
Bei der Landtagswahl in Sachsen-Anhalt 1990 hatte der Wahlkreis die Nummer 5. Es traten folgende Kandidaten an:
| Name                              | Partei         | Anteil der Erststimmen |
| --------------------------------- | -------------- | ---------------------- |
| Gerd Schlaak                      | CDU            | 38,4 %                 |
| Tilman Tögel                      | SPD            | 23,5 %                 |
| Hannelore Könnecke                | PDS            | 13,6 %                 |
| Günter Vogel                      | FDP            | 13,6 %                 |
| Doris Barniske                    | GRÜNE-NF       | 5,7 %                  |
| Jutta Henning                     | DFD            | 1,6 %                  |
| Helmut Proba                      | Einzelbewerber | 1,5 %                  |
| Joachim Sobotta                   | DSU            | 0,9 %                  |
| Hans-Joachim Dietrich             | Einzelbewerber | 0,8 %                  |
| Jan Hoppe                         | DBU            | 0,4 %                  |
| Wahlberechtigte: 48.067 Einwohner |                |                        |
| Wahlbeteiligung: 58,3 %           |                |                        |